# Gastrochilus obliquus
Gastrochilus obliquus är en orkidéart som först beskrevs av John Lindley, och fick sitt nu gällande namn av Carl Ernst Otto Kuntze. Gastrochilus obliquus ingår i släktet Gastrochilus och familjen orkidéer.

## Underarter
Arten delas in i följande underarter:
- G. o. obliquus
- G. o. suavis

## Bildgalleri

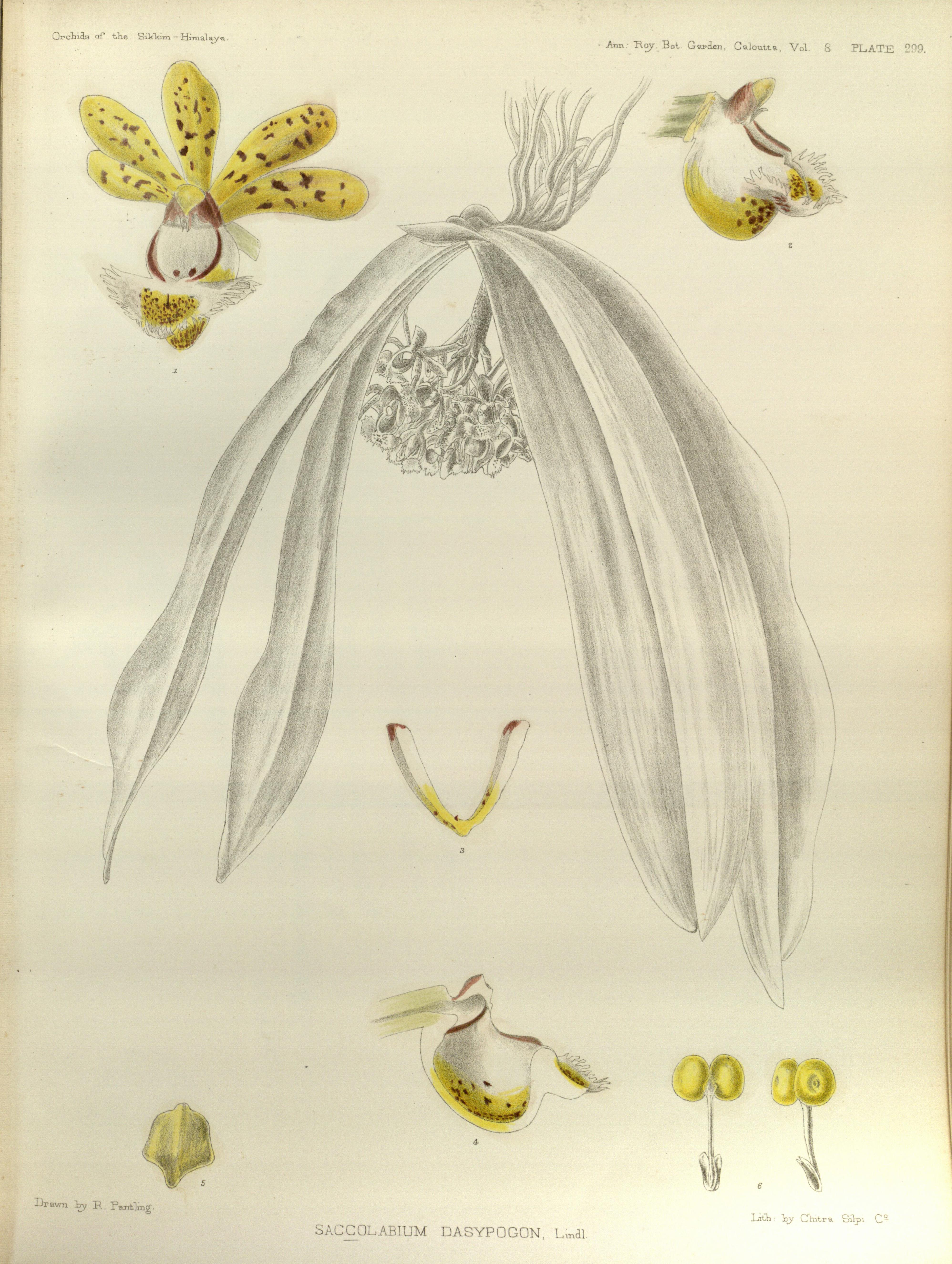
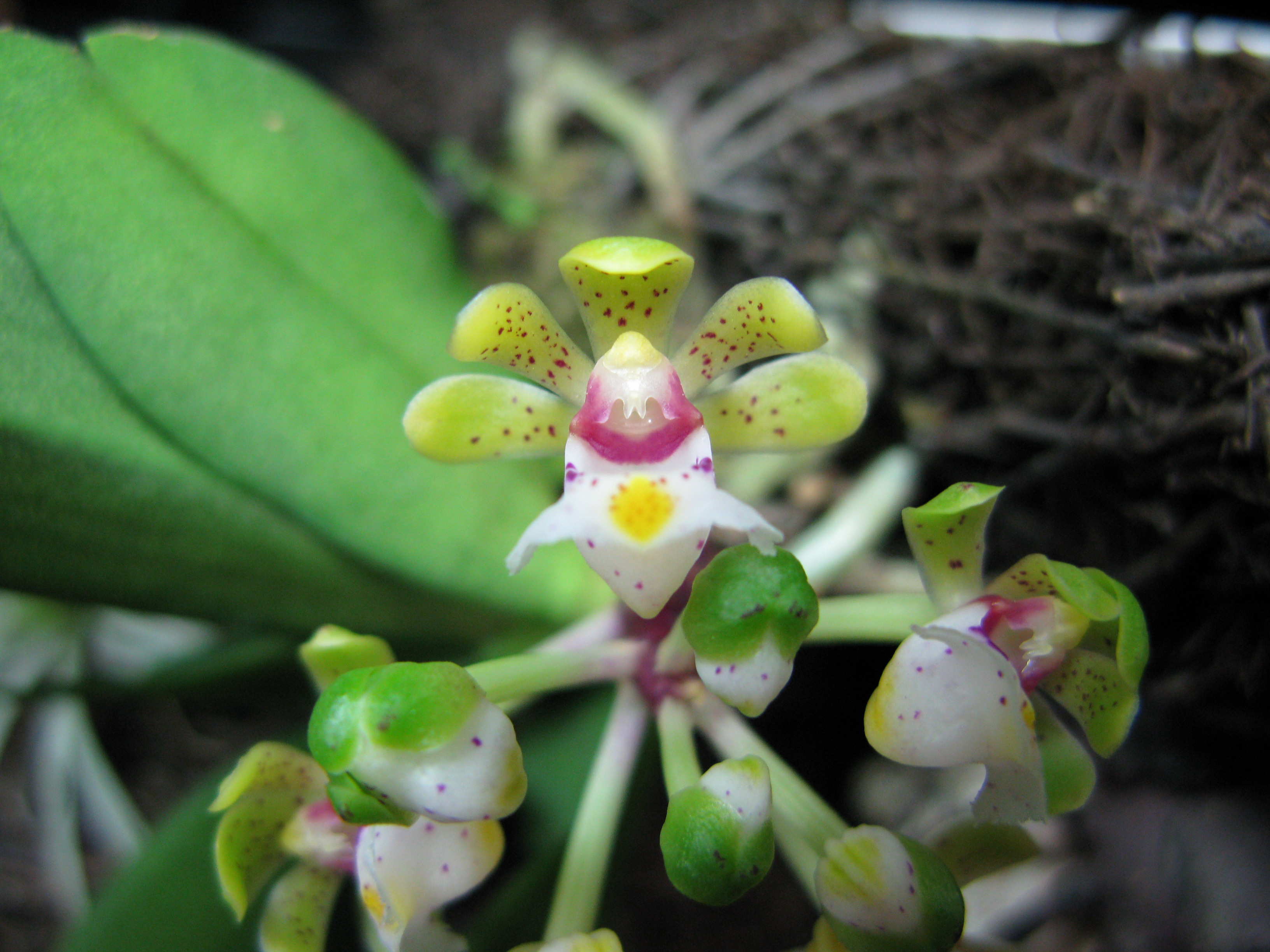
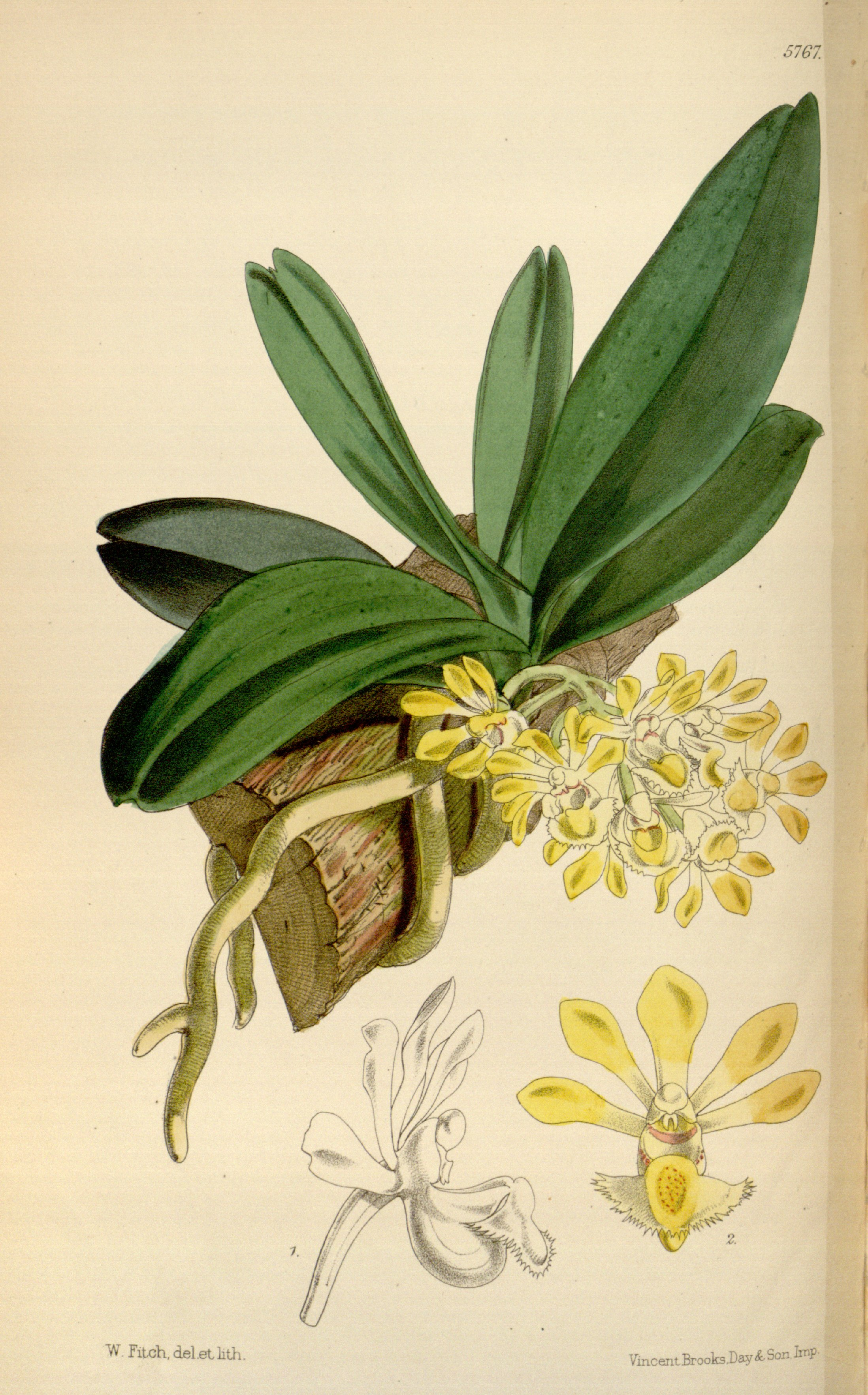
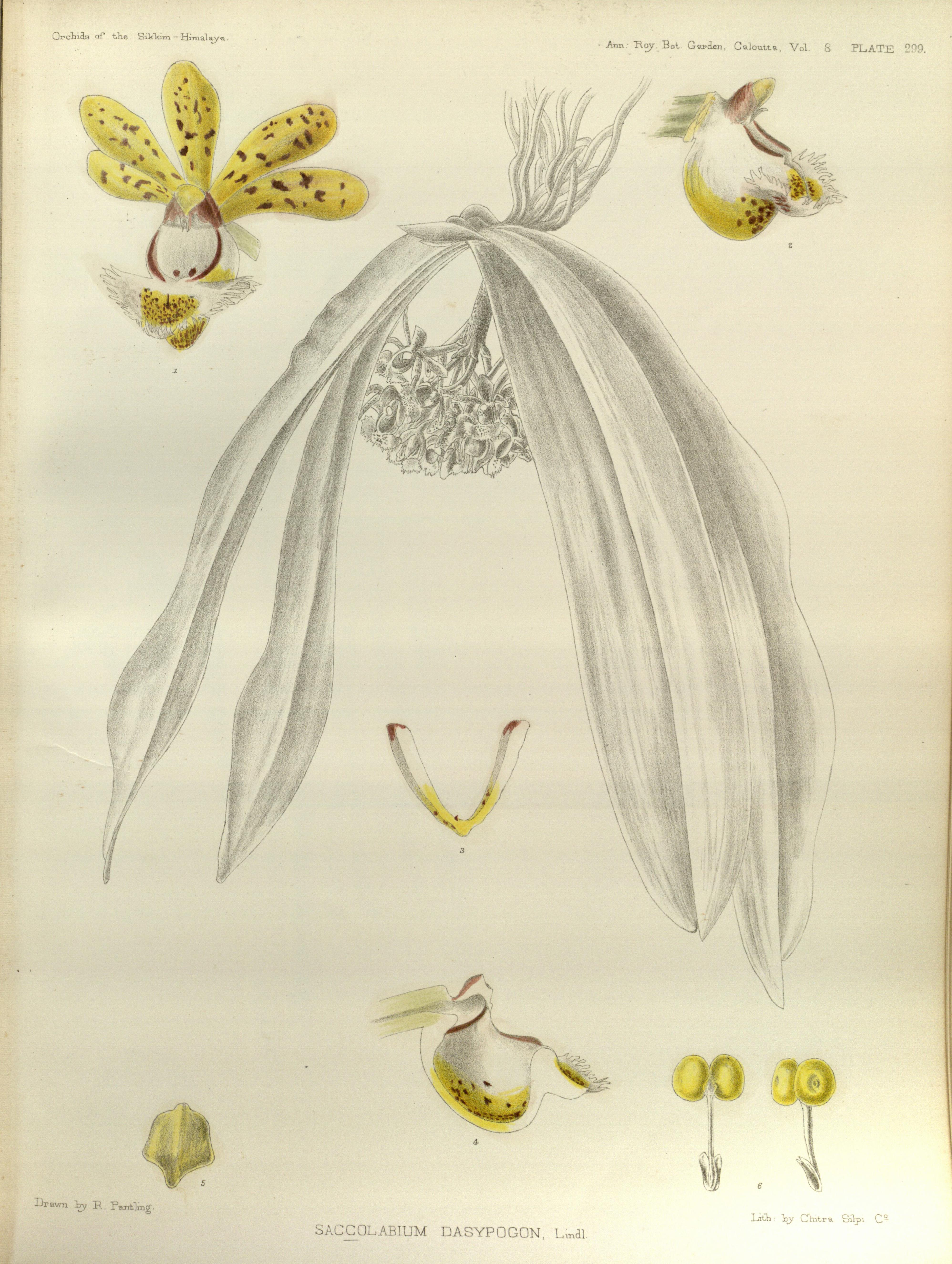
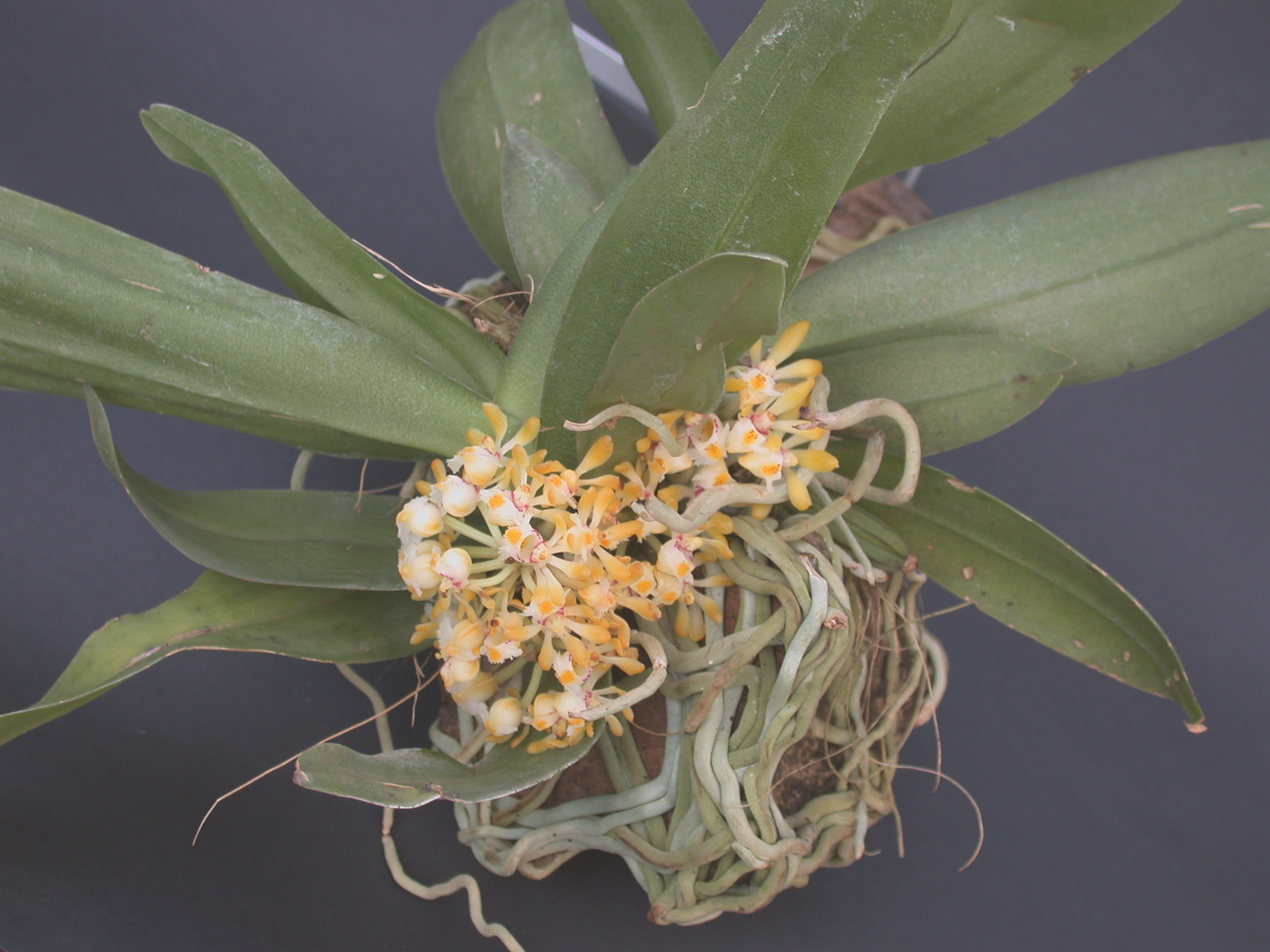
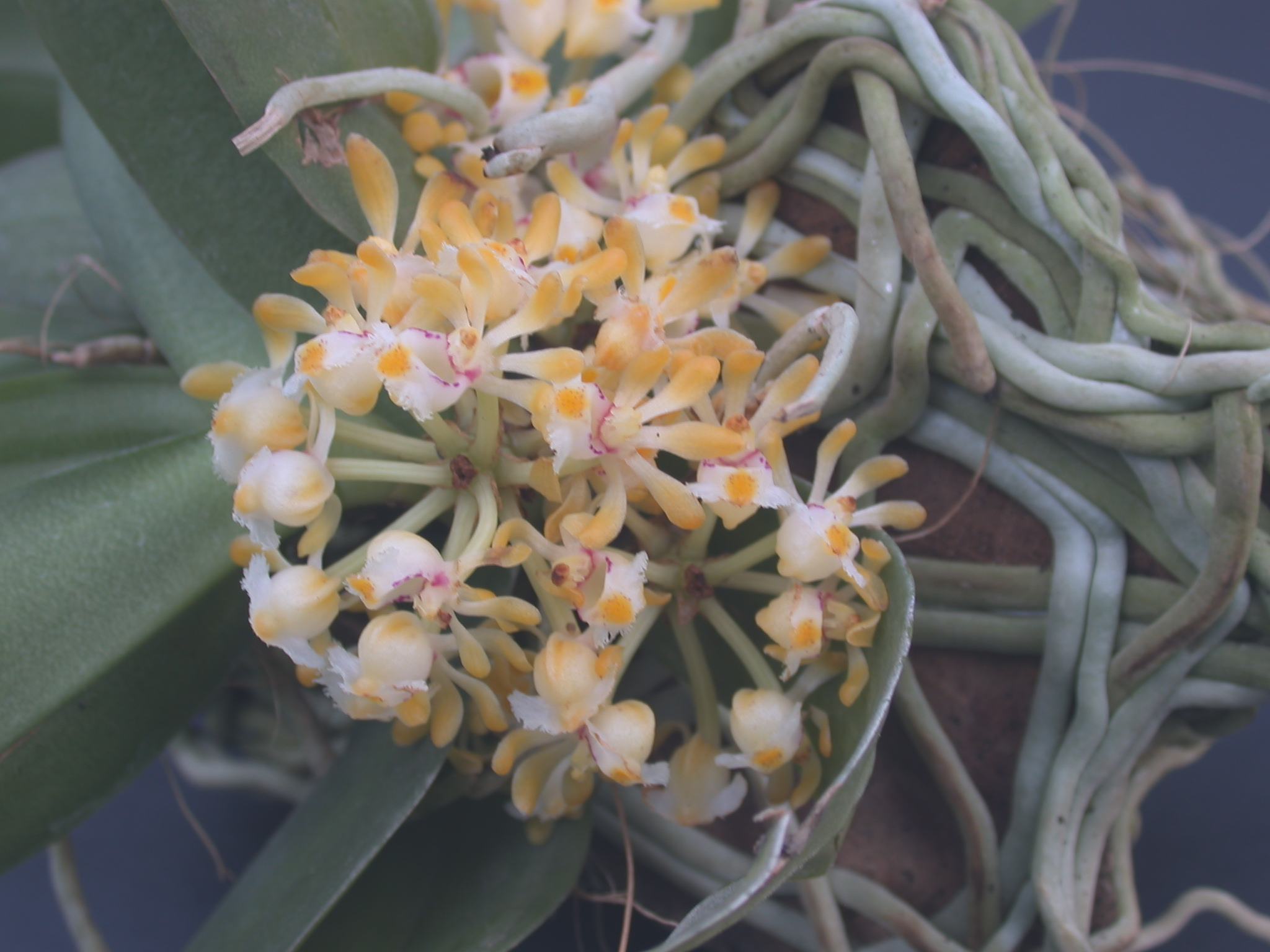